# Kevin McCann (Fußballspieler, 1987)
Kevin James McCann (* 11. September 1987 in Glasgow) ist ein schottischer ehemaliger Fußballspieler. Er spielte meistens auf der Position des Rechtsverteidigers, wurde aber auch im defensiven Mittelfeld eingesetzt.
Von 2006 bis 2011 spielte McCann in der Profimannschaft von Hibernian Edinburgh. Seinen ersten Einsatz für die Hibs hatte er im Scottish FA Cup gegen den FC Aberdeen am 10. Januar 2007. Seither spielt er regelmäßig in der ersten Mannschaft, hat aber mit Thierry Gathuessi und David van Zanten große Konkurrenz auf seiner Position.
In der Hinrunde der Saison 2010/11 war er an den Ligakonkurrenten Inverness Caledonian Thistle ausgeliehen.
Von 2017 bis 2018 spielte er für East Kilbride FC. Seitdem gibt es keine Hinweise auf eine weitere Profikarriere.

## Erfolge
- Scottish League Cup: 2006/07